# Катастрофа Ил-14 под Воронежем
Авиакатастрофа под Воронежем — катастрофа 6 августа 1955 года самолёта Ил-14 авиакомпании «Аэрофлот», бортовой номер СССР-Л5057, выполнявшего рейс по маршруту Москва — Сталинград — Москва. Во время полёта по маршруту отказал и загорелся правый двигатель. Развивающийся пожар привёл к разрушению крыла. Самолёт потерял управление и разбился. Погибли все 25 человек, находившиеся на борту, в том числе 10 членов делегации норвежских женщин, прибывших в СССР по приглашению Антифашистского комитета советских женщин, и 3 его сотрудницы, сопровождавших гостей. Для расследования причин катастрофы на месте прибыла правительственная комиссия во главе с заместителем Председателя Совета Министров СССР М. В. Хруничевым.

## Обстоятельства катастрофы
В годы войны в оккупированной фашистами Норвегии, воодушевлённые подвигом защитников Сталинграда, активистки различных общественных объединений тайно сшили советский флаг, а после освобождения страны подарили его советским военным. Флаг был передан в Сталинград и хранился там в музее. Делегацию женщин пригласили посетить город. На обратном пути из Сталинграда они летели на злополучном самолёте.

## Погибшие
Норвежская делегация
1. Гюльборг Нюберг (норв. Gullborg Nyberg, род. 1909) — из комитета женщин Национальной конфедерации профсоюзов
2. Алиса Ульсен (норв. Alice Olsen, род. 1917) — из женского секретариата Рабочей партии Норвегии
3. Анна Маргарета Баккер (норв. Greta Lorange Backer, род. 1914) — из Норвежской ассоциации левых женщин
4. Клара Рюдвин (норв. Klara Elise Rudvin, род. 1899) — из женской организации Христианской народной партии
5. Сульвей Виллох (норв. Solvei Edlund Willoch, род. 1915) — из женского комитета Компартии Норвегии
6. Сигрид Гюндеруд (норв. Sigrid Nærup Gunderud, род. 1894) — из Норвежской ассоциации женщин
7. Магнхильд Халлшё (норв. Magnhild Hallsjø, род. 1902) — из Норвежской ассоциации домохозяек
8. Сигне Лейквам (норв. Signe Leikvam, род. 1905) — председатель Женской лиги за мир и свободу
9. Ингерид Рэси (норв. Ingerid Gjøstein Resi, род. 1901) — из Норвежской ассоциации по делам женщин
10. Эстер Пьерре (норв. Ester Pierre, род. 1902) — из Норвежского профсоюза рабочих табачной промышленности

Сотрудницы Антифашистского комитета советских женщин (похоронены в колумбарии Новодевичьего кладбища, старая территория)
1. Попова Мария Павловна (род. 1915) — секретарь парт. организации Антифашистского комитета советских женщин
2. Горинова Татьяна Ивановна (род. 1905) — преподаватель АОН при ЦК КПСС
3. Рябова Инна Юрьевна (род. 1932)

Экипаж самолёта (похоронены на Новом Донском кладбище)
1. Шамрицкий Григорий Федорович (род. 19.01.1913) — КВС
2. Туриков Иван Иванович (род. 02.09.1913) — второй пилот
3. Аристархов Николай Тимофеевич (род. 05.05.1921) — бортмеханик
4. Шталин Анатолий Иванович (род. 30.06.1926) — бортрадист
5. Логинова Мария Никаноровна (род. 10.03.1938) — бортпроводница